# A corazón abierto (telenovela mexicana)
A corazón abierto é uma telenovela mexicana produzida pela TV Azteca em parceria com a Disney e exibida entre 9 de novembro de 2011 e 25 de maio de 2012. .
Baseada na série Grey's Anatomy, contou com duas temporadas, sendo a primeira com a adaptação do escritor e dramaturgo colombiano Fernando Gaitán, quem trabalhou na versão colombiana da série, também chamada A corazón abierto. Já a segunda temporada foi adaptada por Luis Felipe Ybarra.

## Enredo

### Primeira Temporada
A residente María Alejandra Rivas Carrera é admitida ao programa para internos do Hospital Universitario Santa María. Filha de uma das cirurgiãs mais famosas de sua época Helena Carrera, a qual guarda um segredo de juventude, mas se encontra enferma de Alzheimer. María Alejandra deve arcar com a responsabilidade que lhe outorga seu sobrenome. Seu grupo de novos amigos, Jorge Valenzuela, Cristina Solorzano, Isabel Heredia e Augusto Maza, se converterão de agora em diante em sua nova família. María Alejandra enfrenta a solidão ajudada por estas novas pessoas e pela relação sentimental que estabelece com Andrés Guerra, um dos melhores cirurgiões do hospital, o qual se está divorciando de sua esposa Alicia Duran, quem o enganou com seu melhor amigo e logo depois de um tempo regressa a recuperar seu amor. Mas o que ela não esperava é que ele já estava apaixonado, então decide recuperá-lo, passando por cima de tudo e todos mediante mentiras e enganos . Através de interessantes historias médicas os protagonistas entrelaçam suas vidas e suas emoções no hospital que a partir de agora é seu novo lar.

### Segunda Temporada
Passam-se 2 anos desde que María Alejandra, Jorge, Isabel, Augusto e Cristina chegaram ao hospital Sta. María. A relação entre María Alejandra e Andrés entra em declínio, devido aos diferentes planos que tem para o futuro. Ao mesmo tempo que Cristina e Javier duvidam se vão seguir juntos. Cristina é a encarregada dos novos residentes e como consequência tem 2 apodos: "La Nazi" e " Jack 'El Destripador' Solórzano" logo volta Miranda a qual ocupa seu lugar. Ricardo agora deve superar o trago amargo que lhe deixou sua separação com Adela. Jorge e Isabel mantem relaciones sexuais, trás a morte de Claudia e a imaturidade de Augusto. Germán conspira para realizar projetos que decidam o futuro do hospital. Ingressam novos residentes e um reconhecido traumatólogo com um obscuro passado.

## Elenco

### Principal
| Mauricio Islas      |                         |  |  |
| Sergio Basañez      | Dr. Andrés Guerra       |  |  |
| Rodrigo Abed        | Dr. Javier Burgos       |  |  |
| Leonardo García     | Dr. Bruno Bautista      |  |  |
| Fabiana Perzábal    | Dra. Alicia Durán       |  |  |
| Alejandro Lukini    | Dr. Mauricio Hernández  |  |  |
| Carmen Madrid       | Dra. Miranda Carvajal   |  |  |
| Fran Meric          | Dra. Cristina Solórzano |  |  |
| Luis Ernesto Franco | Dr. Augusto Maza        |  |  |
| Laura Palma         | Dra. Isabel Heredia     |  |  |
| Adrián Rubio        | Dr. Jorge Valenzuela    |  |  |
| Johanna Morales     | Dra. Claudia Torres     |  |  |
| Luis Miguel Lombana | Dr. Ricardo Cepeda      |  |  |

### Recorrente
| Angélica Aragón        | Elena Carrera                  |  |  |
| José Carlos Rodríguez  | Germán de la Garza             |  |  |
| Ángela Fuste           | Lucía Serrano                  |  |  |
| Juan Manuel Bernal     | Santiago Sánchez               |  |  |
| Estefanía Godoy        | Sandra Galindo                 |  |  |
| Luis Arrieta           | Damián Velasco                 |  |  |
| Lía Ferré              | Carmela "La Comihombre" Wanles |  |  |
| María Alejandra Molina | Aura Zorrilla Martin del Campo |  |  |
| Germán Girotti         | Eliseo Úrsulo                  |  |  |
| Giovanna Romo          | Beatriz "Bea" Yáñez            |  |  |
| Rocío Verdejo          | Dra. Daniela Cevallo           |  |  |

### Participações especiais
| Ator(s)                 | Personagens             | Episódios         |
| Primera temporada       | Primera temporada       | Primera temporada |
| ----------------------- | ----------------------- | ----------------- |
| Rodrigo Cachero         | Marcos                  | 1-2               |
| Helga Díaz              | Dra. Silvia             |                   |
| Juliana Gómez           | Graciela                |                   |
| Paula Barreto           | Andrea Carreño          |                   |
| Gustavo Navarro         | Mateo                   | 30                |
| Guillermo Iván Dueñas   | Daniel Duarte           |                   |
| María José Rosado       | Rosa María              |                   |
| Jonathan Islas          | Mateo                   | 60                |
| Andrea Montenegro       | Dra. Carreño            |                   |
| Ana María Kamper        | Adela                   |                   |
| María Margarita Giraldo | Mãe de Javier           |                   |
| Bianca Aragón           | Ex-esposa de Javier     |                   |
| Valeria Chagüi          | Catalina                |                   |
| Jaime Pérez             | Hijo de Javier          |                   |
| Segunda temporada       |                         |                   |
| Keyla Wood              | Paciente                | 82                |
| Mauricio Islas          |                         |                   |
| Claudia Lobo            |                         |                   |
| José Sefami             | Atilio Manrique         |                   |
| Ariana Ron Pedique      | Magda Maza              |                   |
| Paulette Hernández      | Clara                   |                   |
| Ariel López Padilla     | Jaime Rivero            | 88-103            |
| Miguel Ángel Ferriz     | Sr. Torres              |                   |
| Paloma Woolrich         | Elena                   | 97-107            |
| Víctor Huggo Martín     | Manolo                  | 97-107            |
| José Alonso             | Don Gualberto           | 100-113           |
| Patricia Bernal         | Mariana                 | 100-113           |
| Cynthia Rodríguez       | Deborah                 |                   |
| Michel Brown            | Tomás Ballesteros       | 104               |
| Sergio Bustamante       | Prof. Silvestre Ramírez | 107-115           |
| Juan Alfonso Baptista   | Hugo                    | 115               |
| Ofelia Medina           | Irene                   | 116               |
| Homero Wimmer           | Cantor                  | 123               |
| Edith González          | Andrea Carreño          | 125               |
| Ari Telch               | Tejeda                  | 127               |
| Anna Ciocchetti         | Mãe de Joshue           | 135               |